# Luna Bastez
Luna Bastez é uma cantora de Música Portuguesa. Nasceu em Guimarães e tem formação superior na área de Comunicação Social.

## Biografia
Fernanda Isabel Ferreira Carvalho, de nome artístico Luna Bastez, começou a cantar desde muito cedo, em festas da escola e do grupo que frequentava na freguesia, tendo sido convidada para cantar em vários festivais.
Canta a solo originais, tendo já seis CD’s editados: uma colectânea, um single de Natal uma compilação e três originais. É dinamizadora de um grupo de música POP/ Latina/ Portuguesa no qual faz espectáculos por todo o país, incluindo ilhas.
Em 1996 grava o primeiro trabalho resultado de um convite que lhe foi endereçado aquando da participação do programa televisivo, BIG SHOW SIC. O seu primeiro trabalho resulta numa agenda muito preenchida e várias solicitações para apresentar o seu trabalho em televisão.
Grava um segundo CD- COLECTÂNEA, junto de outros cantores. Com este álbum participaram em alguns programas de TV dos quais se destaca o MADE IN PORTUGAL – durante 9 semanas consecutivas nos tops nacionais.
Mais tarde, e apôs quatro anos de intenso trabalho, grava o seu terceiro trabalho intitulado “LUNA BASTEZ”;  
Volta a entrar em estúdio para gravar o seu quarto trabalho de originais, tendo toda a composição musical sido feita no Brasil e arranjo sonoro em Espanha, resulta assim um trabalho rico em sons latinos.
Já recebeu convites das mais variadas rádios Nacionais, tendo mesmo sido convidada por Comunidades no estrangeiro, desde Paris - França (tendo sido entrevistada na Rádio Alfa), à Califórnia - USA (tendo sido entrevistada pela rádio KGB), bem como participações em programas televisivos (Fátima - SIC, Made in Portugal - RTP, Sic10Horas - SIC, Praça d’Alegria - RTP, Você na TV - TVI, Noites Marcianas - SIC, Passeio dos Alegres - RTP, A Vida é Bela - TVI, Contacto - SIC) revistas, jornais, usando o nome artístico “Luna Bastez”.
Fernanda Carvalho é uma cantora que vem preencher o lugar na música latina em Portugal, com um visual bastante cuidado, um elenco de bailarinos fantásticos e uma força em palco indescritível, Fernanda Carvalho vai conquistar a amizade e a atenção de todos os portugueses.

## Discografia
- Encontro e Desencontro (1996)
- Um Por Todos, Todos Por Um - Colectânea (1998)
- Luna Bastez (2000)
- Fazer da Vida Um Natal - Single (2002)
- Ousadia (2006)
- Principio, Meio e Fim - Compilação (2008)
- O Coração é Guimarães, é a música que gravou com os Dona Lu, letra de Sandra Guimarães. Assina como Fernanda Carvalho, no âmbito da Capital Europeia da Cultura 2012.